# Gary Anderson (nadador)
Gary Myers Anderson (Montreal, 7 de abril de 1969) es un deportista canadiense que compitió en natación.
Ganó tres medallas en el Campeonato Pan-Pacífico de Natación, en los años 1989 y 1991. Participó en dos Juegos Olímpicos de Verano, Seúl 1988 y Barcelona 1992, ocupando en ambas ocasiones el octavo lugar en la prueba de 200 m estilos.

## Palmarés internacional
| Campeonato Pan-Pacífico | Campeonato Pan-Pacífico | Campeonato Pan-Pacífico | Campeonato Pan-Pacífico |
| Año                     | Lugar                   | Medalla                 | Prueba                  |
| ----------------------- | ----------------------- | ----------------------- | ----------------------- |
| 1989                    | Tokio (Japón)           | Medalla de plata        | 200 m espalda           |
| 1989                    | Tokio (Japón)           | Medalla de bronce       | 200 m estilos           |
| 1991                    | Edmonton (Canadá)       | Medalla de oro          | 200 m estilos           |